# Euastrum humerosum
Euastrum humerosum là một loài Song tinh tảo trong họ Desmidiaceae, thuộc chi Euastrum.